# جمعية الفنانين التشكيليين الأردنيين
جمعية الفنانين التشكيليين الأردنيين هي منظمة غير ربحية تأسست في عام 1977 في الأردن، متخصصة في الفنون التشكيلية وهي أول مؤسسة متخصصة في الفنون الجميلة والممثل الرئيسي لحركة الفنون الجميلة في الأردن. وللانضمام فهي متاحة للفنانين الأردنيين والعرب والأجانب المقيمين في الأردن، ويحق لهم التقدم للعضوية بقدر ما يستوفون الشروط المنصوص عليها في النظام الأساسي للجمعية.
أحد الأهداف الرئيسية لجمعية الفنانين الأردنيين هو رعاية الحركة الفنية الأردنية والعمل على مساعدة الفنان الأردني ومساعدتهم على تقديم فن من خلال المعارض والأنشطة على المستويين الوطني والدولي.
كما يهدف إلى تقديم خدمة فنية للمجتمع المحلي من خلال تنظيم مختلف المعارض وورش العمل في المدارس والجامعات على أساس تطوعي.
أبرز الفنانين الأردنيين هم أعضاء في الجمعية. وبحسب ما ورد عانت الجمعية من خلل داخلي.